# Abertzaleen Batasuna
Abertzaleen Batasuna (AB, Unidad de los Patriotas en euskera) fue un partido nacionalista vasco e independentista de izquierda cuyo ámbito era el País Vasco francés. Era miembro observador de la Federación de Regiones y Pueblos Solidarios francesa. Formaba parte de Euskal Herria Bai.

## Historia
Abertzaleen Batasuna (AB) tenía como origen una plataforma de partidos nacionalistas vascos, creada en 1988 y compuesta inicialmente por Euskal Batasuna (EB, Unidad Vasca), Ezkerreko Mugimendu Abertzalea (EMA, Movimiento Patriota de Izquierda) y Eusko Alkartasuna (EA, Solidaridad Vasca) para presentar una candidatura electoral conjunta en las legislativas de ese año. El año 1995 se incorporaría a dicha plataforma un nuevo partido, Herriaren Alde (HA, A favor del Pueblo), mientras que EA se desmarcaría para establecer un acuerdo electoral con el Partido Nacionalista Vasco (PNV).
En 1993 AB obtuvo el 5,48 % de los votos válidos en el conjunto de los territorios donde se presentaba. El apoyo electoral a ambas candidaturas creció considerablemente en las legislativas de 1997, cosechando AB el 6,45 % de los votos y la coalición EA-PNV el 2,87 %; es decir, el 9,32 % de los votos fueron abertzales.
A partir de 1998, tras su firma del Pacto de Estella, AB decidió que sus cargos electos participaran en Udalbiltza. En las elecciones cantonales al consejo de los Pirineos Atlánticos de 1998, AB consiguió un 9 % del voto de los cantones sujetos a elecciones en los territorios vascofranceses. Estos resultados fueron mejorados en las cantonales de 2001, cuando consiguieron un 12 % y un consejero cantonal (Jean-Michel Galant) en el Consejo General de los Pirineos Atlánticos por el cantón de Saint-Étienne-de-Baïgorry, así como la alcaldía (Alain Iriart) del pueblo labortano de Saint-Pierre-d'Irube o del de Ascarat, del propio Galant.
La coalición pasó a constituirse como partido en 2001, tras rechazar por amplia mayoría la propuesta de Herri Batasuna (HB) de unificar ambas formaciones en Batasuna. Igualmente la corriente mayoritaria que apostaba por la diferenciación política de AB respecto de HB, se declaró partidaria de retomar el proceso abierto con el Pacto de Estella y colaborar con aquellas fuerzas nacionalistas vascas que condenasen la violencia de ETA, a la que exigieron una tregua. Estos acuerdos fueron respaldados por dos tercios de la militancia frente a la corriente partidaria de unirse a Batasuna, la cual se escindió y se constituyó como asociación de nombre homónimo. Tras la escisión, obtuvieron 7656 votos en las elecciones legislativas de Francia de 2002.
En 2007, concurrieron a las elecciones legislativas en coalición con Eusko Alkartasuna y Batasuna, con el nombre de Euskal Herria Bai (EH Bai). Dicha coalición se mantuvo para las cantonales de 2008. En ellas, aunque EH Bai no obtuvo ningún consejero cantonal, Alain Iriart, militante de AB y alcalde de Saint-Pierre-d'Irube fue elegido consejero cantonal en primera vuelta, si bien con el respaldo de la derecha local y en competencia con el candidato de EH Bai. Iriart mantuvo la alcaldía en las municipales celebradas al mismo tiempo que las cantonales.
El 7 de febrero de 2009, la asamblea general anual de la formación reunida en Ustaritz tomó la decisión de continuar con su andadura política y de estrechar y dar oficialidad a sus relaciones con Aralar, que hasta entonces había considerado su referente en España, pero sin vinculación orgánica.
En las elecciones europeas de 2009, Abertzaleen Batasuna, como miembro observador de la Federación de Regiones y Pueblos Solidarios, dio su apoyo a la candidatura ecologista apoyada por dicha organización, Europe Écologie, cuyo cabeza de lista en la circunscripción Sur-Oeste es el activista antiglobalización José Bové. Europe Écologie obtuvo dos escaños en la circunscripción, por lo que la militante de AB Menane Otxandabaratz, que ocupaba el octavo puesto de la candidatura en dicha circunscripción, no salió electa.
Europe Écologie, que también fue apoyada por Eusko Alkartasuna, obtuvo 30 419 votos (un 14,57 %) en el departamento de Pirineos Atlánticos, superando a las otras fuerzas nacionalistas vascas que acudieron a las elecciones europeas. Euskadi Europan, candidatura promovida por el PNV, obtuvo 4138 votos (1,98 %) y Euskal Herriaren Alde, candidatura auspiciada por Batasuna, consiguió 5639 votos (2,70 %).
El 3 de diciembre de 2011 la asamblea general de AB debatió dos ponencias sobre su futuro político. Una de ellas abogaba por la refundación de la izquierda abertzale en "un nuevo contexto político que abre perspectivas históricas" para superar los diez años de división, indicando que Euskal Herria Bai es un primer paso hacia esa unión; y la otra ponencia proponía la creación de una "confederación de la izquierda abertzale" trabajando con Bildu y Amaiur, pero optando por una estrategia electoral diferenciada en cada territorio de Euskal Herria.
Los militantes de AB aprobaron finalmente la primera, por lo que invitaron a Batasuna y Eusko Alkartasuna a consolidar primero la apuesta unitaria por Euskal Herria Bai de cara a las elecciones de 2012 (presidenciales y legislativas) y acometer después el debate sobre la refundación. En este sentido, consideraron puntos básicos de esta estrategia la situación de los presos, el trabajo institucional y su intención de reorganizar Udalbiltza. Igualmente, la asamblea de AB eligió un nuevo secretariado compuesto por 15 miembros, entre los que se encontraba el histórico miembro de Iparretarrak Filipe Bidart.

## Disolución del partido
En 2022, Abertzaleen Batasuna declaró su disolución. Aunque había permanecido en silencio durante los últimos años, la estructura se mantuvo intacta y el secretariado se reunía periódicamente; el propio Jakes Bortairu era representante de AB en la dirección de EH Bai. El movimiento abertzale de izquierdas comenzó como una coalición entre AB y Batasuna en 2007, y cada uno ha tenido un representante desde entonces. En el contexto del congreso celebrado el 26 de noviembre de 2022, EH Bai tuvo que aceptar una reestructuración de sus órganos internos, en la que desapareció la representación que los partidos tenían hasta entonces. Abertzaleen Batasuna eligió ese momento para disolverse. En palabras de Bortairu: «Las líneas divisorias que existían en la fase anterior han desaparecido; hoy AB no cumple una función específica». «Hoy, en el País Vasco Norte, EH Bai es la herramienta adecuada para los abertzales de izquierdas. Hemos decidido disolverlo sin remordimientos».